# Arland (Wisconsin)
Arland es un pueblo ubicado en el condado de Barron en el estado estadounidense de Wisconsin. En el Censo de 2010 tenía una población de 789 habitantes y una densidad poblacional de 8,62 personas por km².

## Geografía
Arland se encuentra ubicado en las coordenadas 45°20′15″N 91°58′18″O / 45.33750, -91.97167. Según la Oficina del Censo de los Estados Unidos, Arland tiene una superficie total de 91.48 km², de la cual 91.48 km² corresponden a tierra firme y (0%) 0 km² es agua.

## Demografía
Según el censo de 2010, había 789 personas residiendo en Arland. La densidad de población era de 8,62 hab./km². De los 789 habitantes, Arland estaba compuesto por el 97.59% blancos, el 0% eran afroamericanos, el 0.51% eran amerindios, el 0.63% eran asiáticos, el 0% eran isleños del Pacífico, el 1.01% eran de otras razas y el 0.25% pertenecían a dos o más razas. Del total de la población el 2.41% eran hispanos o latinos de cualquier raza.